# بوكيمون ريد وبلو
بوكيمون ريد وبلو (باليابانية:ポケットモンスター 赤・緑) (بالإنجليزية: Pokémon Red and Blue)‏, هي أول السلاسل للعبة بوكيمون, والتي صدرت سنة 1996, والتي تعمل على منصة جيم بوي المحمولة، وصدرت هذه اللعبة على 3 نسخ، ففي اليابان تم إصداره سنة 1996, ثم أمريكا الشمالية وأستراليا سنة 1998, ثم أوروبا وبريطانيا العظمى سنة 1999.

## التقييم العام
كانَ تقييم وَمراجعة اللعبة بدرجة جيد جداً وَممتاز، ففي موقع آي جي إن الأمريكية، قيمت اللعبة بالنسخة الحمراء 8/8، بينما قيمت غيم سبوت اللعبة بـ8.8/10

## المواقع الخارجية
- بوكيمون ريد وبلو على موقع IMDb (الإنجليزية)
- بوكيمون ريد وبلو على موقع IMDb (الإنجليزية)

- Pokémon Red Version and Pokémon Blue Version
- Pokémon Red and Green (باليابانية)
- Pokémon Blue (باليابانية)